# 대한민국 민법 제551조
대한민국 민법 제551조는 해지, 해제와 손해배상에 대한 민법 채권법 조문이다.

## 조문
계약의 해지 또는 해제는 손해배상의 청구에 영향을 미치지 아니한다.

## 참고 문헌
- 오현수, 일본민법, 진원사, 2014. ISBN 978-89-6346-345-2
- 오세경, 대법전, 법전출판사, 2014 ISBN 978-89-262-1027-7
- 이준현, LOGOS 민법 조문판례집, 미래가치, 2015. ISBN 979-1-155-02086-9